# STS-51-I
إس تي إس-51-أي (بالإنجليزية: STS-51-I)‏ الرحلة رقم عشرون ضمن برنامج مكوك الفضاء لوكالة ناسا، والرحلة السادسة على متن مكوك الفضاء ديسكفري، انطلقت الرحلة في 27 أغسطس 1985 من مركز كينيدي للفضاء، وهبطت في 3 سبتمبر في قاعدة إدواردز الجوية، تم خلال الرحلة نشر ثلاثة أقمار صناعية، حملت الرحلة خمسة رواد الفضاء.

## معرض صور

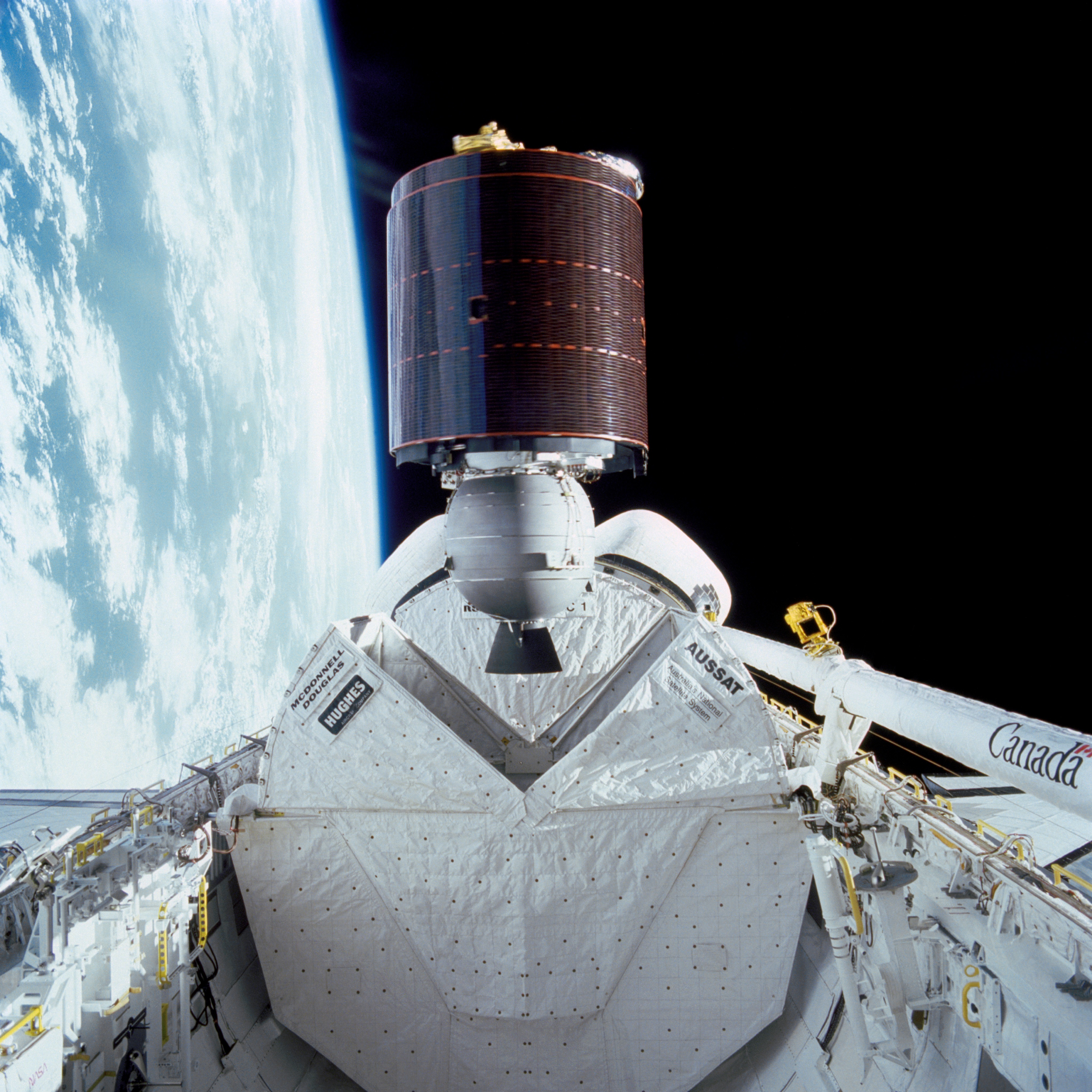
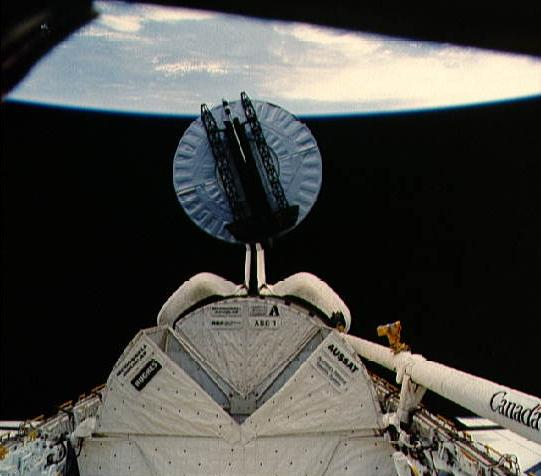
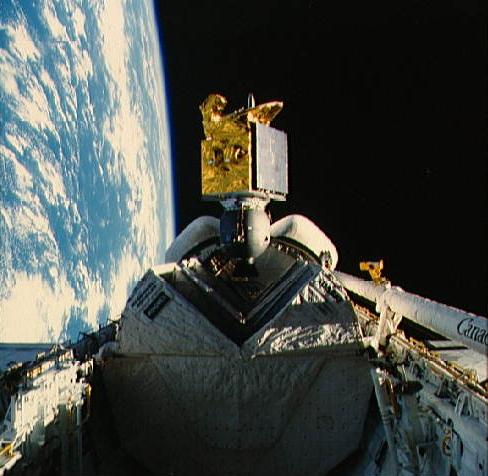